# 古馳
古馳是意大利的奢侈時裝品牌，由古馳奧·古馳在1921年於佛羅倫斯創辦。古馳的產品包括時裝、皮具、皮鞋、手表、領帶、絲巾、香水、家居用品及寵物用品等。據《商業周刊》報導，古馳（Gucci）2008年在全球範圍內創造了約42億歐元的收入，亦在該雜誌2009年度“全球百大品牌”排行榜中排名上升至第41位（排名榜由Interbrand創立）； 品牌在2014年的排名中保持該名次。 古馳（Gucci）也是最暢銷的意大利品牌。截至2009年9月，古馳（Gucci）在全球範圍內經營著約278家直營店，並通過加盟連鎖店和高檔百貨商店批發產品。 2013年，該品牌的價值為121億美元，銷售額為47億美元。 在《福布斯》全球最有價值品牌排行榜中，古馳名列第38位最有價值品牌，截至2015年5月，其品牌價值為124億美元。
古馳的標誌以兩個G字母組成。
另外，GUCCI童裝店，首次會在海港城海運大廈開幕。

## 歷史

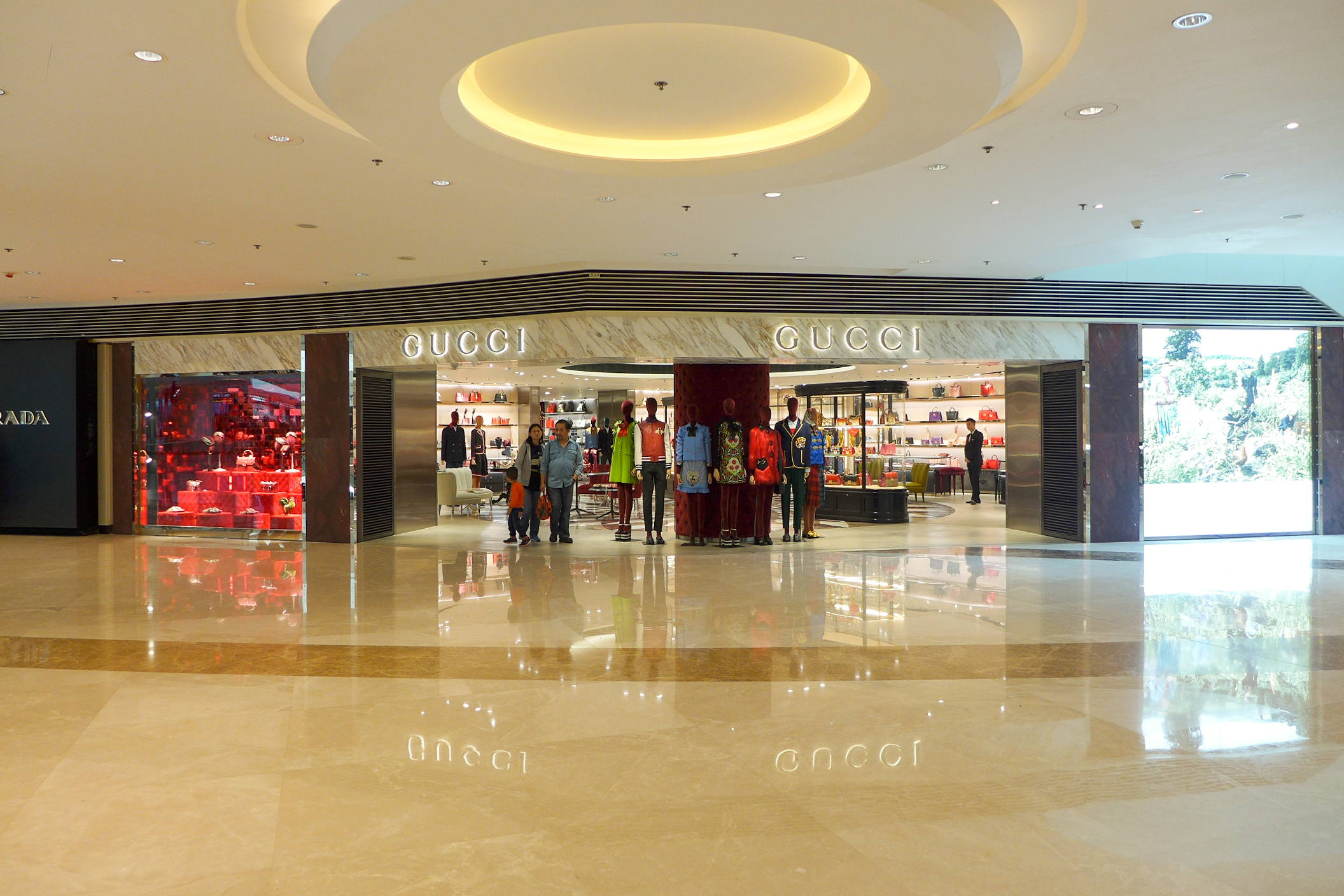
香港圓方分店

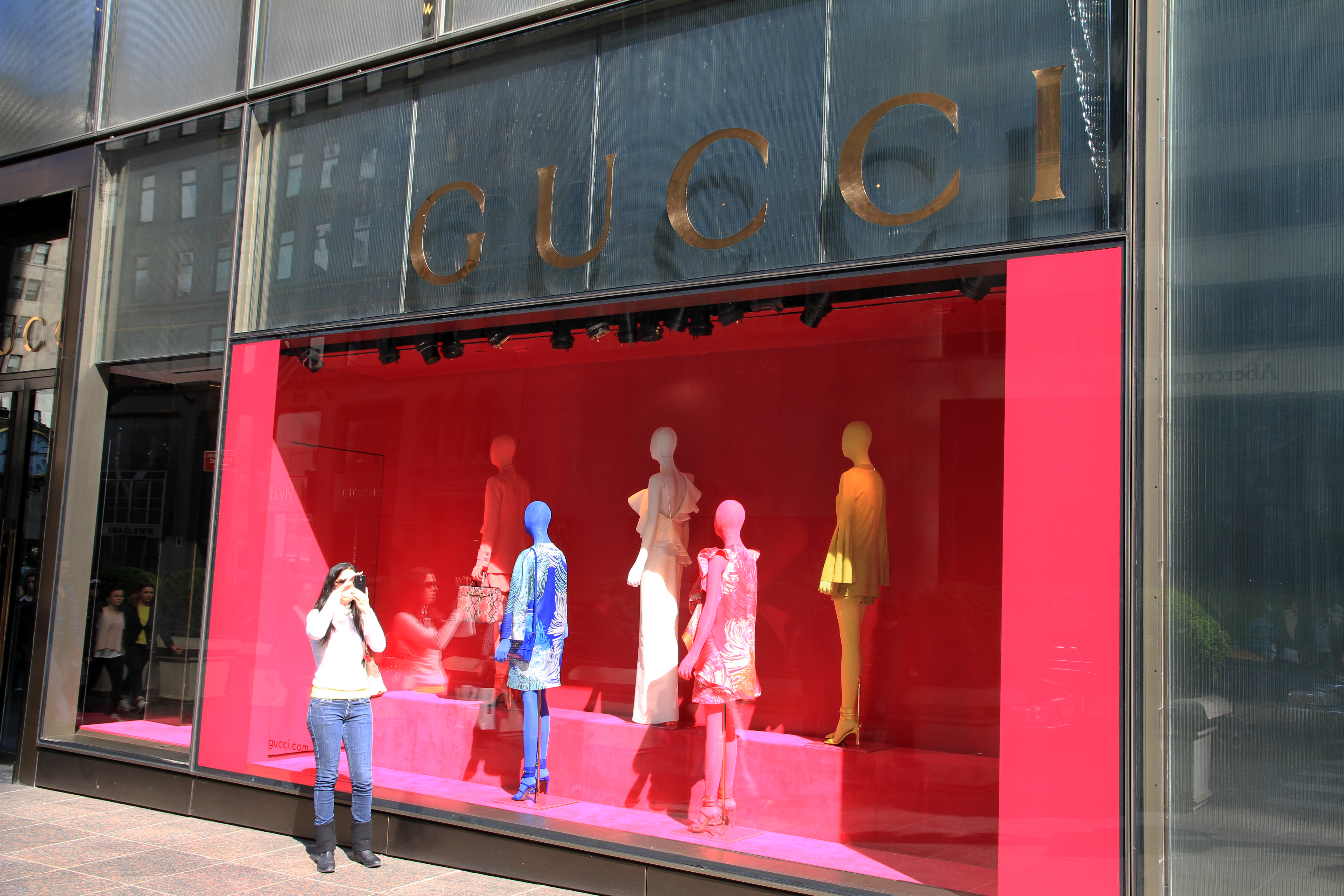
紐約第五大道分店

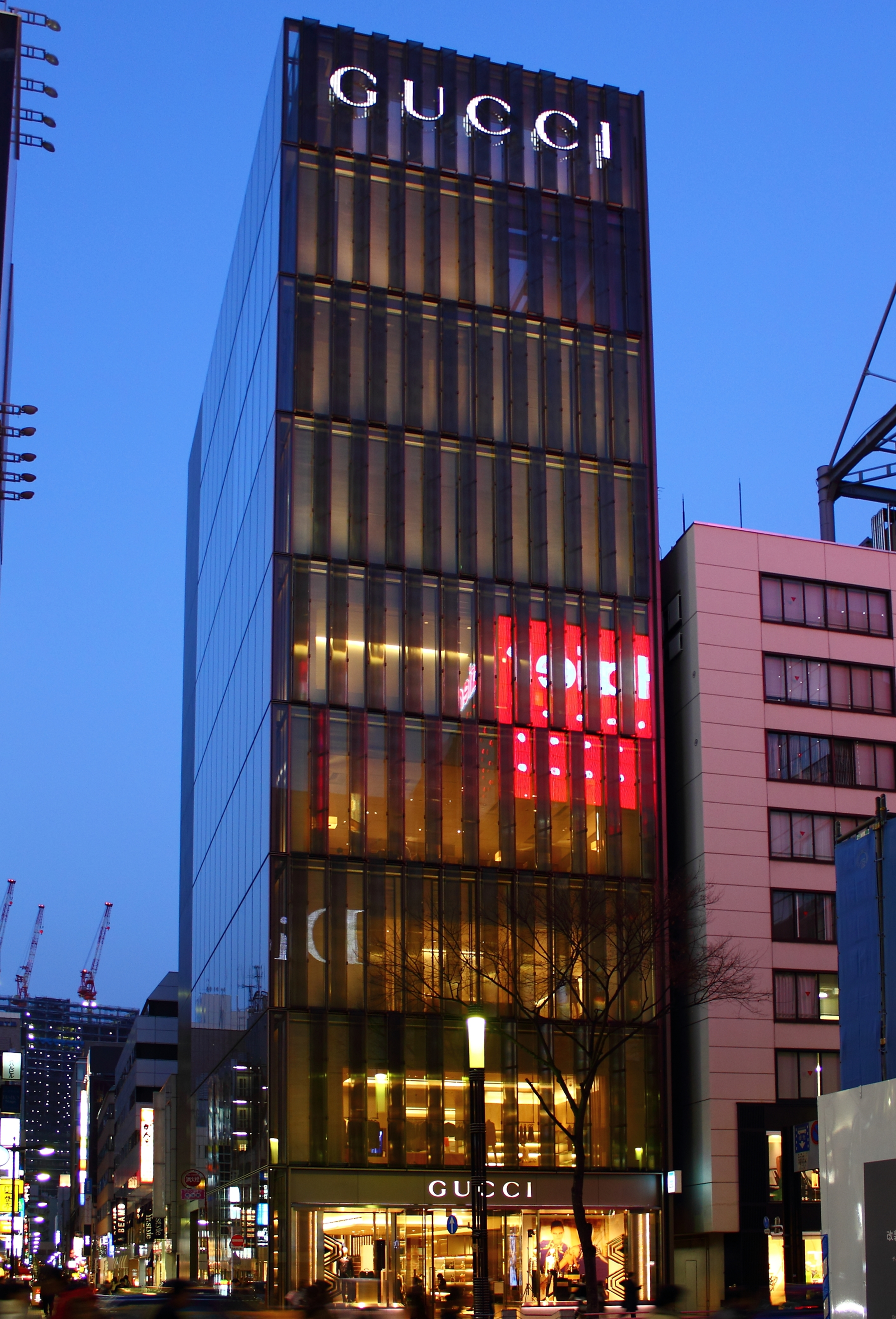
位於銀座晴海通上的古馳日本總店

古馳在創辦時只是一間小型，家族式經營的馬鞍及皮具商店。
1906年創辦人古奇歐·古馳（Guccio Gucci）開始以自己的名字在義大利佛羅倫斯製作皮件。
1921年，古奇歐·古馳在佛羅倫斯開辦了店面，專注於質料與工藝技術的提升，並首創了將名字當成商標印在商品上，成為最早的經典商標設計，使得古馳迅速的在1950至60年代間，成為了財富與奢華的象徵。
1937年首次出現了源自於馬啣與馬蹬的馬銜鏈設計，而後4個兒子相繼加入，成了家族企業。
1947年，古馳推出了以竹製作手柄的手袋，竹節包（bamboo bag），直至現在仍然是他們最受歡迎貨品之一。
1950年代古馳亦創作了多項經典設計，原為固定馬鞍用的直條紋帆布飾帶（綠紅綠織帶與雙G緹花紋）被應用在配件裝飾，並註冊為商標。
以當時的美國第一夫人杰奎琳·肯尼迪為名的「賈姬包」（Jackie O'Bag），是古馳在1962年推出的款式，每季都會變化新款，繼續吸引支持者。
1960年代中期，古馳把目標移向海外市場，在香港及東京開設專門店，同期亦誕生了著名的雙G商標，規模日趨擴大。
但由於家族股權之爭，管理經營不善，古馳已經變成了一個缺乏創意的義大利老牌子，使得聲勢逐漸下滑。
古馳集團1999年由法國開雲集團取得所有股份，成為經營者。
1994年，古馳集團提拔原為女裝設計師汤姆·福特（Tom Ford）為全系列商品創意總監，主導古馳旗下包含男女時裝、配飾、香水等11條商品線所有的商品設計，並包括古馳企業形象、公關宣傳與廣告策略的所有主導。此後，除男女時裝、配飾、香水外，從包裝，到廣告和店內外裝潢等，也都由他主導策劃。
1995年，多門尼可·德·索萊（Domenico de Sole）被任命為古馳的新總裁，再加上汤姆·福特所組成的團隊，分別以經營與設計上的長才。
全新的1995／1996年秋冬女裝，以絲質襯衫、雙G商標皮帶與絲絨長褲，塑造嶄新形象。
然而在2004年汤姆·福特，和集團主席兼總裁的德·索萊因未能就續約問題跟母公司（古馳集團）達成協議，在2005年4月30日約滿同時離職。1990年代時尚界有個說法—「沒有汤姆·福特，Gucci就死了」，因為這個1921年創立的品牌，到了1980年代由於家族間相互鬥爭，管理經營不善。更精彩的是家族成員要不是互相仇視敵對，要不就是因為逃稅而被關進了監獄，這些醜聞更在1998年的時候槓上開花到了巔峰，因為古馳家族的最後一位男繼承人墨里奇奧·古馳（Maurizio Gucci）遭到前妻謀殺。所以古馳有今天的成績可說是汤姆·福特的功勞。
汤姆·福特離開兩年後的古馳廣告表現，1990年代的性感形象漸漸被優雅所取代。
而2006年新任的設計總监芙莉妲·吉安尼（Frida Giannini），為Gucci带来现代女性甜美和开朗明快的罗马风格，比廣告更明顯地從汤姆·福特時代的性感重返優雅美麗，正當業界惋惜汤姆·福特在位14年形成的廣告形象資產並沒有被繼承與利用，吉安尼於2005/06秋冬時裝給大家一個驚喜，令gucci得以重回汤姆·福特時代的性感。

## 廣告
創意總監 Alessandro Michele自上任後所製作的廣告深受歡迎，亦曾多次與藝術家合作。
- 2017 秋冬廣告中，以復古未來主義為主題，把模特兒設定為 7,000 歲的Xeod、年僅兩歲的機器人、水星出身 178 歳海怪，以及剛滿 20 歲 Scanner Operator 等等。
- 2018 春夏廣告中，以大地、海洋和天空三大元素，透過西班牙藝術家 Ignasi Monreal 細膩動人的筆觸，創造一幅幅栩栩如生的畫作。
- 2018 秋冬廣告中，品牌把一眾模特兒塑造成對藝術品及手工藝品著迷的收藏家。

## 總設計師
- 1923年 - 1953年，古馳奧·古馳（Guccio Gucci）
- 1989年 - 1992年，李察·林伯臣（Richard Lambertson）
- 1990年 - 1991年，當·米路（Dawn Mello）
- 1994年 - 2003年，湯姆·福特
- 2004年 - 2005年，Alessandra Facchinetti（英语：Alessandra Facchinetti）
- 2006年 - 2015年，Frida Giannini
- 2015年 - 2022年，Alessandro Michele
- 2023年 - 2025年，Sabato De Sarno

## 大股东
法国富商馮索-昂希·皮諾（Francois Pinault），同时是佳士得拍卖公司的控股大股东。

## 品牌識別
1. 竹節手柄：Gucci的竹節包是真正採自大自然，大自然材料加上手工燒烤技術，成就出不易斷裂的特點。
2. 馬銜鍊：Gucci馬銜鍊是著名細節設計之一。
3. 銀色「Gucci」logo：「Gucci」logo原先是金色，1994年之後Gucci以年輕化品牌形象，轉改為銀色。
4. 綠紅綠花紋：是早期Gucci行李箱上的識別花紋，亦是Gucci歷史上最早出現的經典設計，現在在反摺的牛仔褲管內裡、缝邊、腰帶、皮件、背帶、皮鞋上都可以見到綠紅綠花紋。

## 外部連結
- 古馳官方網站（页面存档备份，存于）
- 古馳集團網站（页面存档备份，存于）
- 古馳的Facebook專頁
- 古馳的X（前Twitter）
- YouTube上的古馳頻道
- 古馳的Instagram帳戶